# هزاز (الصومعة)

تعديل مصدري - تعديل

هزاع هي إحدى قرى عزلة عوين بمديرية الصومعة التابعة لمحافظة البيضاء، بلغ تعداد سكانها 213 نسمة حسب تعداد اليمن لعام 2004.